# Alliance européenne des médias et du spectacle
L'Alliance européenne des médias et du spectacle (EAEA, de son nom en anglais : European Arts and Entertainment Alliance) est une fédération syndicale européenne créée en 2001 et affiliée à la Confédération européenne des syndicats.
Elle est née du rapprochement des groupes européens de la Fédération internationale des musiciens, de la Fédération internationale des acteurs et de la branche Media and Entertainment International de l'Union Network International.  